# Далримпл, Джек
Джон «Джек» Далримпл (англ. John «Jack» Dalrymple, 16 октября 1948, Миннеаполис, Миннесота) — американский политик, представляющий Республиканскую партию. 32-й губернатор штата Северная Дакота (2010—2016).

## Биография

### Ранняя жизнь, образование и карьера
Далримпл родился 16 октября 1948 года в Миннеаполисе, штат Миннесота, окончил престижную школу Блейка в 1966 году. Он вырос в Касселтоне, Северная Дакота на семейной ферме, которая была основана в 1875 году как первое крупное хозяйство в штате по выращиванию пшеницы. Далримпл с отличием окончил Йельский университет, получив степень бакалавра американистики. Затем он вернулся в Северную Дакоту, где работал менеджером в сельском хозяйстве.
Далримпл работал в Комиссии по развитию занятости Касселтона и помог основать в Фарго Share House, Inc., программу реабилитации избавившихся от алкогольной и наркотической зависимости. Далримпл был председателем Совета общественного телевидения прерий (англ. Board for Prairie Public Television), а в 1983 году он был признан лучшим молодым фермером США.

### Политическая карьера
В 1984 году Далримпл стал членом Палаты представителей Северной Дакоты от Касселтона, округ Касс. Он был переизбран в 1986, 1988, 1990, 1992, 1994, 1996 и 1998 годах.
На протяжении четырёх лет Далримпл был председателем комитета по ассигнованиям Палаты представителей. В 1999—2000 он также возглавлял бюджетный отдел, который рассматривал вопросы, связанные с расходами в период между сессиями.
В декабре 1987 года Далримпл объявил, что будет баллотироваться в Сенат США, однако проиграл праймериз лидеру большинства в палате представителей штата Эрлу Стриндену. На выборах в 1988 году Стринден уступил сенатору от Демократической партии Квентину Бардику.
8 сентября 1992 Бардик умер, и 17 сентября 1992 года Далримпл объявил, что будет баллотироваться на внеочередных выборах в сенат. В октябре 1992 года он выиграл республиканские предварительные выборы, однако уступил на выборах сенатору-демократу Кенту Конраду, набрав 34 % голосов против 63 % у соперника. Далримпл победил только в трёх округах штата: Биллингс, Макинтош и Шеридан.
В 2000 году Далримпл был избран вице-губернатором Северной Дакоты вместе с губернатором Джоном Хувеном и был переизбран в 2004 и 2008 годах.
Далримпл стал губернатором 2 ноября 2010 года после отставки Джона Хувена, в связи с его избранием в Сенат США (в соответствии с положением Конституции Северной Дакоты о губернаторской преемственности). Два дня спустя, 4 ноября 2010 года, Далримпл назначил бывшего прокурора США Дрю Ригли вице-губернатором. 7 декабря 2010 года Далримпл был приведён к присяге в качестве губернатора. 1 ноября 2011 года Далримпл предварительно заявил, что пойдёт на полный четырехлетний губернаторский срок вместе с Ригли в следующем году. 6 ноября 2012 года был переизбран на посту губернатора.
24 августа 2016 года объявил об отказе от выдвижения своей кандидатуры на губернаторских выборах 8 ноября 2016 года.

### Личная жизнь
В 1971 году Далримпл женился на Бетси Вуд, у них четыре дочери.